# Mimoclystia coarctata
Mimoclystia coarctata är en fjärilsart som beskrevs av Walker 1862. Mimoclystia coarctata ingår i släktet Mimoclystia och familjen mätare. Inga underarter finns listade i Catalogue of Life.